# Carta antaimoro

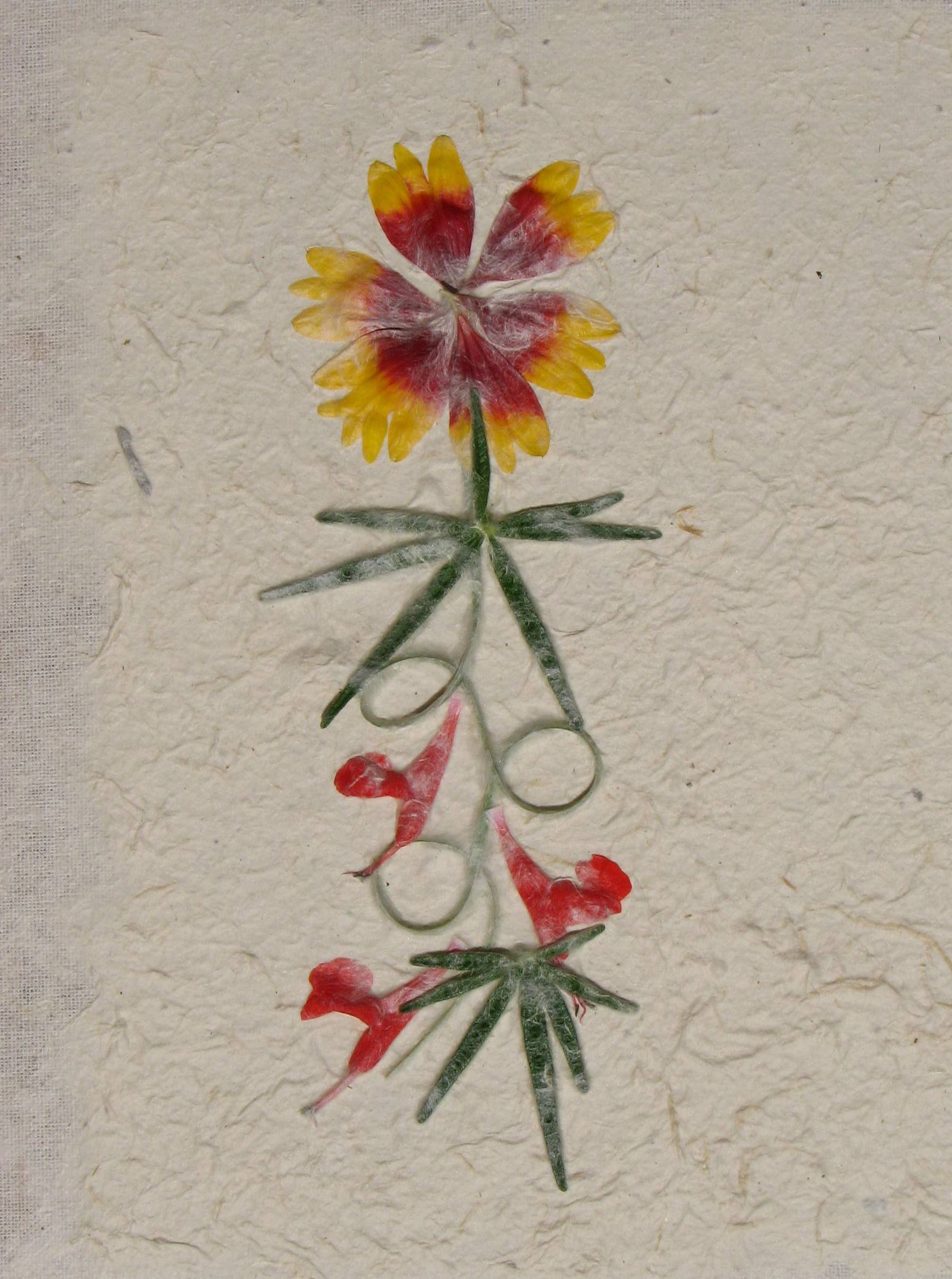

La carta antaimoro o antemoro (in francese: papier antaimoro) è una carta simile alla pergamena, realizzata artigianalmente dalla popolazione malgascia Antaimoro, a partire dalla corteccia dell'avoha, un arbusto semi-acquatico della famiglia delle Moraceae (Bosqueia danguyana).

## Storia
L'uso della carta antaimoro fu introdotto in Madagascar dagli Arabi intorno al XVI secolo, in epoca antecedente all'arrivo degli europei sull'isola. Fu il popolo Antaimoro, l'etnia malgascia cui si deve la introduzione della scrittura, a svilupparne la produzione, utilizzandola per la stesura dei Sorabe, i testi sacri malgasci .

## Produzione

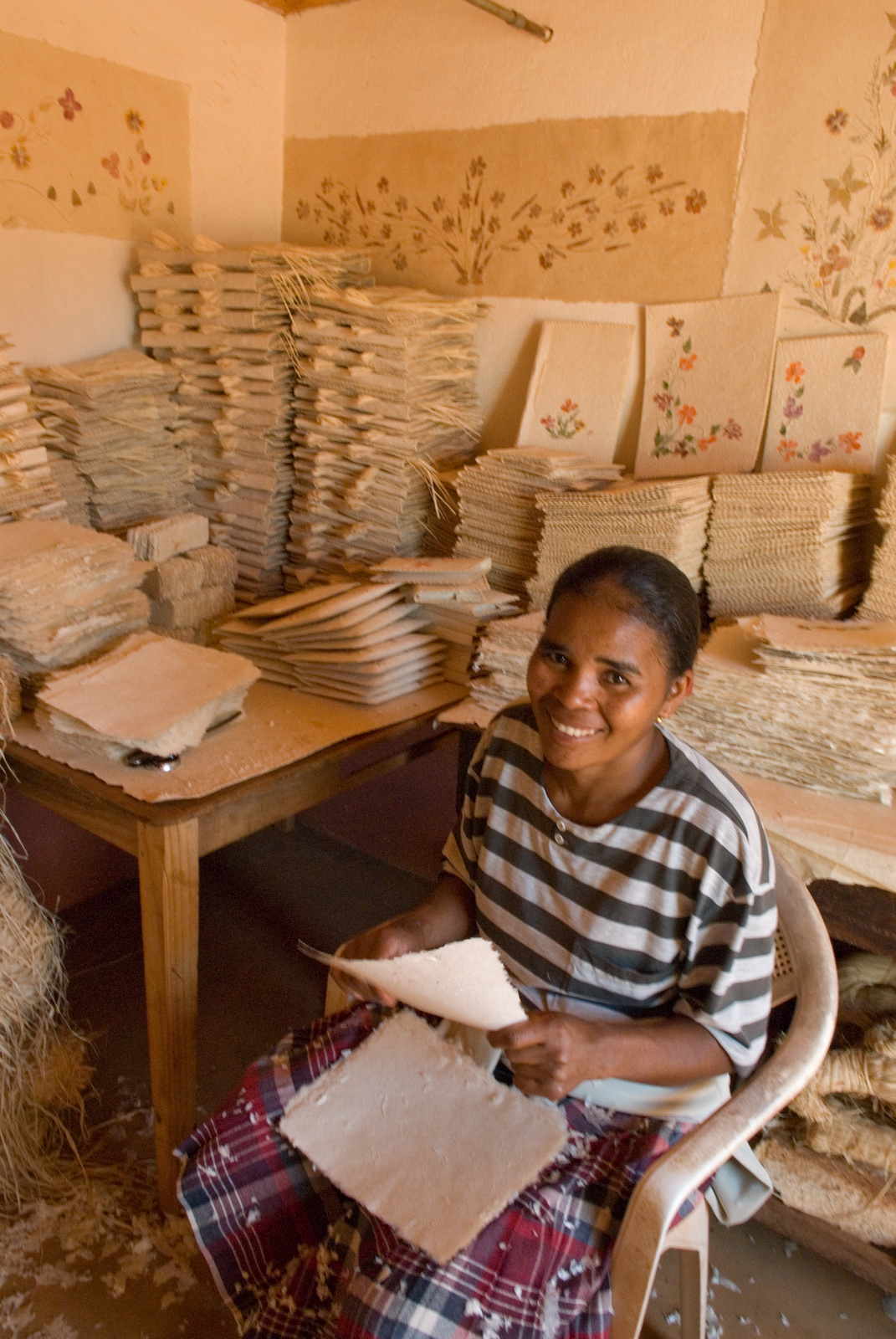
Manifattura di carta antaimoro ad Ambalavao.

Attualmente il maggior centro di produzione di carta antaimoro si trova nella città di Ambalavao.
Il processo di produzione utilizzato è ancora quello tradizionale. Le fibre di corteccia di avoha vengono bollite in grossi calderoni  per oltre 3-4 ore e quindi ridotte ad una poltiglia servendosi di pestelli di legno. La pasta così ottenuta viene poi diluita con acqua, stesa su un panno di cotone fissato ad un telaio di legno, ed esposta all'aria per l'essiccazione. I fogli grezzi vengono successivamente decorati con fiori secchi e ricoperti da un ulteriore sottile strato di pasta diluita. Una volta completata l'essiccazione i fogli vengono distaccati dai telai, piegati e tagliati in base all'utilizzo previsto.
Oggigiorno la carta non è più utilizzata per la scrittura ma piuttosto per la produzione di elementi decorativi (buste, paralumi, scatole portaoggetti, album fotografici, bomboniere, carta regalo, portafoto, sottobicchieri, etc.)